# Горгодзе, Павел Ильич
Павел Ильич Горгодзе (1908 год, Кутаисский уезд, Кутаисская губерния, Российская империя — неизвестно, Маяковский район, Грузинская ССР) — звеньевой колхоза имени XVII партсъезда Маяковского района, Грузинская ССР. Герой Социалистического Труда (1949).

## Биография
Родилась в 1908 году в крестьянской семье в одном из сельских населённых пунктов Кутаисского уезда (сегодня — Багдатский муниципалитет). Предположительно старший брат Героя Социалистического Труда Александра Ильича Горгодзе. Окончил местную начальную школу. С раннего возраста трудился в сельском хозяйстве. Во время коллективизации вступил в местную сельскохозяйственную артель, которая позднее была преобразована в колхоз имени XVII партсъезда Маяковского района. Трудился рядовым колхозником на чайной плантации, в послевоенные годы возглавлял звено чаеводов.
В 1948 году звено под его руководством собрало в среднем с каждого гектара по 118,9 центнера винограда на участке площадью 3 гектара. Указом Президиума Верховного Совета СССР от 9 августа 1949 года удостоен звания Героя Социалистического Труда за «получение высоких урожаев винограда в 1948 году» с вручением ордена Ленина и золотой медали «Серп и Молот» (№ 4307).
За выдающиеся трудовые достижения по итогам работы в 1949 году был награждён вторым Орденом Ленина.
После выхода на пенсию проживал в Маяковском районе. Дата смерти не установлена.
Награды
- Герой Социалистического Труда
- Орден Ленина — дважды (1949; 05.09.1950)